# 9M133 Kornet
Le Kornet (en russe : Корнет) est un missile antichar russe. Le missile porte la désignation GRAU 9M133 et le code OTAN AT-14 Spriggan.

## Développement
Le Kornet a été dévoilé pour la première fois en octobre 1994 par le bureau KBP. Son développement a commencé en 1988, il était pensé comme un lance-missiles modulaire et universel, utilisant un guidage laser. C'est un lance-missiles lourd, supérieur à ses prédécesseurs, le 9K111 Fagot (code OTAN: AT-4 Spigot) et le 9M113 Konkours (code OTAN: AT-5 Spandrel) filoguidés. Il n'est pas cependant prévu de les remplacer pour des raisons de coût. Il est entré en service dans l'armée russe en 1998, et est exporté sous le nom de Kornet-E.
Des accords de production sous licence ont été signés d'abord avec l’Iran, puis l'Arabie saoudite, et en février 2021 avec la Jordanie.

## Description
Le missile 9M133 avec son lanceur à trépied 9P163-1 et son viseur thermique 1PN79-1 (qui fait partie du dispositif de guidage 1P45-1) forment le système de missile 9K135, qui peut être transporté et opéré par un équipage de une à deux personnes. Un opérateur se charge de porter le missile et le tube de lancement tandis que le second opérateur doit porter le trépied, le viseur et le système de contrôle de tir. La masse totale du système est tout de même de 63 kg. Il est donc préférable d'être au moins deux pour opérer le Kornet. Le montage en position de tir prend moins d'une minute ; la préparation et la production d'un tir prennent elles quelques secondes.
Avec un diamètre de 152 mm, c’est l’un des plus grands et des plus puissants ATGM jamais construits. Cette puissance est destinée à percer la protection opposée par le blindage réactif explosif (ERA) sur les chars modernes. Le nez abrite la section de guidage ; le capteur de faisceau laser étant situé à l'arrière pour fonctionner. L'ogive est également située derrière le réservoir à carburant. Cela présente l'avantage de laisser plus de temps à la charge précurseur dans le nez pour faire exploser le blindage réactif explosif adverse. Un inconvénient est qu'il y a plus de composants entre le jet de plasma et la cible. Parfois, le jet de plasma est déformé, ce qui entraîne une force de pénétration considérablement réduite. Son ogive tandem HEAT peut pénétrer au-delà de 1 000 mm blindage homogène laminé derrière ERA. Alternativement, une ogive thermobarique est disponible pour être utilisée contre les structures et l'infanterie à ciel ouvert. Le Kornet a une bonne portée de 5,5 km de jour et de 3,5 à 4,5 km en utilisation nocturne. Le Kornet-M a une portée maximale augmentée de 8 à 10 km. Le missile est subsonique et met environ 30 s pour atteindre sa portée maximale.
Le missile peut être installé sur une très large gamme de véhicules allant du véhicule blindé comme le BMP-1 / 2 / 3, sur un chassis de MT-LB, sur un BTR, sur des pick-up, des quads AM-1, sur des petites embarcations et même sur le drone Kronstadt Orion,,.

## Versions
| Propriétés               | 9M133-1 (Kornet/Kornet-E)                                                     | 9M133M-2 (Kornet-M/Kornet-EM)                                                 | 9M133F-1 (Kornet/Kornet-E)                           | 9M133F-2 (Kornet-M/Kornet-EM)                        | 9M133F-3 (Kornet-M/Kornet-EM)  | 9M134                      |
| ------------------------ | ----------------------------------------------------------------------------- | ----------------------------------------------------------------------------- | ---------------------------------------------------- | ---------------------------------------------------- | ------------------------------ | -------------------------- |
| Diamètre                 | 160 mm corps/ 460 mm envergure                                                | 160 mm corps/ 460 mm envergure                                                | 160 mm corps/ 460 mm envergure                       | 160 mm corps/ 460 mm envergure                       | 160 mm corps/ 460 mm envergure | N/C                        |
| Longueur                 | 1.1 m missile / 1,21 m tube                                                   | 1.1 m missile / 1,21 m tube                                                   | 1.1 m missile / 1,21 m tube                          | 1.1 m missile / 1,21 m tube                          | 1.1 m missile / 1,21 m tube    | 831 mm missile             |
| Masse (conteneur inclus) | 29 kg (63,9340554 lb)                                                         | 31 kg (68,3433006 lb)                                                         | 29 kg (63,9340554 lb)                                | 31 kg (68,3433006 lb)                                | 33 kg (72,7525458 lb)          | N/C                        |
| Vitesse                  | >250 m/s                                                                      | 300 m/s                                                                       | >250 m/s                                             | 300 m/s                                              | 320 m/s                        | N/C                        |
| Portée (diurne)          | 100–5,500 m                                                                   | 150–8,000 m                                                                   | 100–5,500 m                                          | 150–8,000 m                                          | 150–10,000 m                   | 3 500 m                    |
| Ogive                    | 152 mm tandem HEAT 1,000–1,200 mm BHL après blindage réactif 3–3.5 m de béton | 152 mm tandem HEAT 1,100–1,300 mm BHL après blindage réactif 3–3.5 m de béton | Thermobarique 10 kg (22,046226 lb) équivalent en TNT | Thermobarique 10 kg (22,046226 lb) équivalent en TNT | HE-Frag 7 kg (15,4323582 lb)   | 82 mm Charge tandem 1,6 kg |

### Kornet-D

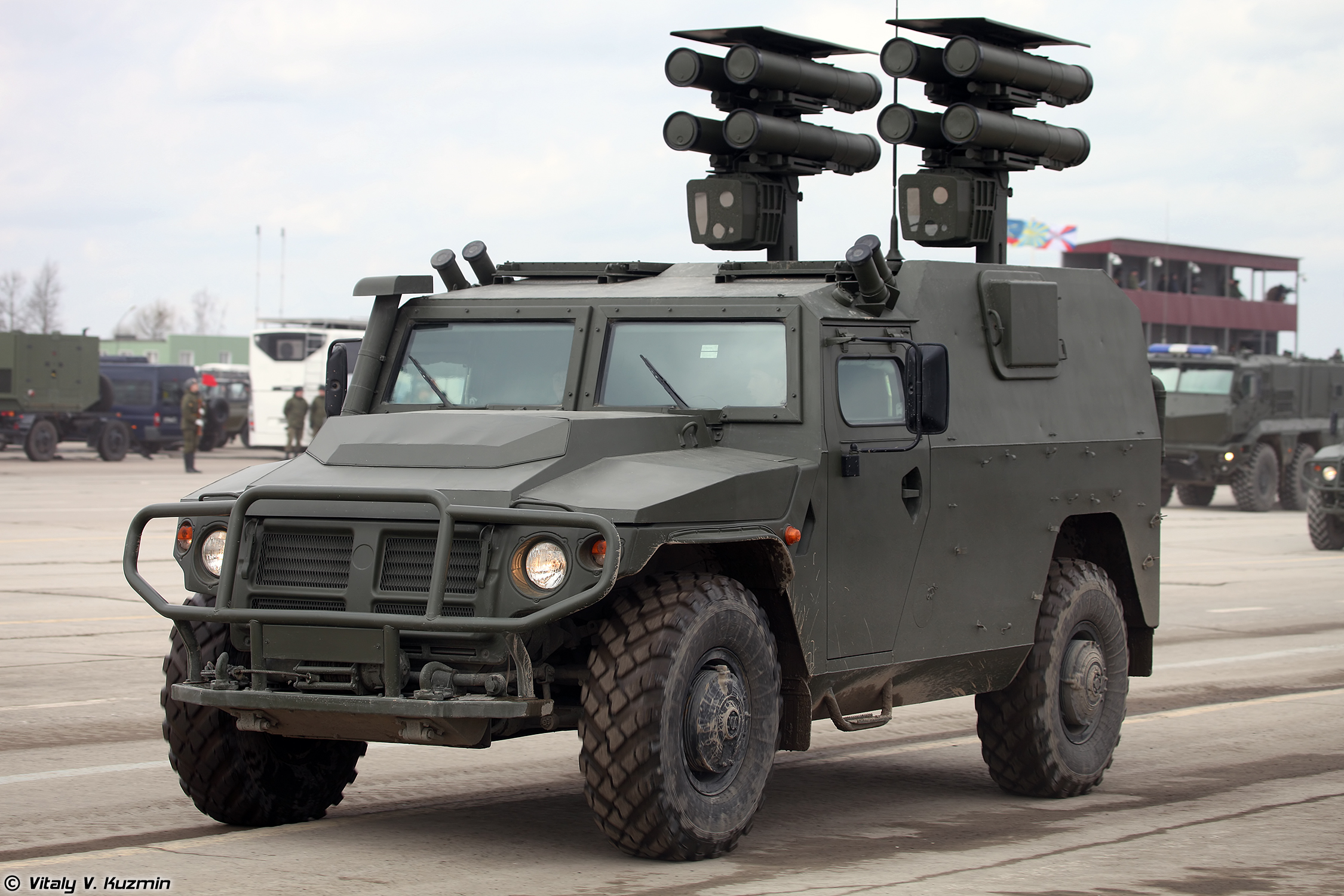
Kornet-D sur GAZ 2330 Tigr

Le Kornet-D est un système de missile guidé antichar conçu pour l'intégration sur des véhicules blindés légers comme le Tigr. Dévoilé le 9 mai 2015 pendant le défilé du Jour de la victoire.
Le système est équipé de 2 quadruples lanceurs contenant en tout 16 Kornet-EM (8 en réserve). En mode déplacement, le système est gardé à l'intérieur du véhicule, mais il peut être déployé sur le toit en quelques secondes. Capable d'engager deux cibles en simultané et de tirer 2 missiles en moins d'une seconde. Il est également équipé d'un système de suivi automatique, c'est-à-dire qu'il va traquer et guider chaque missile vers la cible qu'on lui a désigné sans l'aide d'un opérateur.
Il est en dotation dans l'armée russe depuis 2016.

### Tharallah

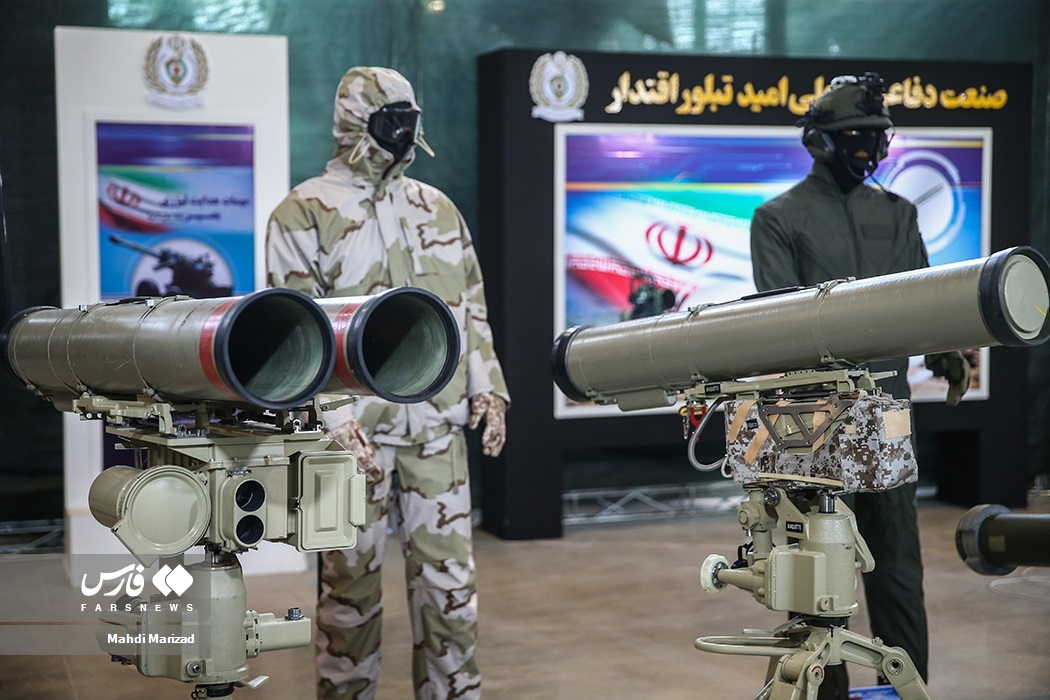

Tharallah est un système double-Kornet utilisé par le Hezbollah depuis 2015. Il se compose d'un quadripode équipé de deux tubes Kornet à lancer en succession rapide. Cet arrangement est conçu pour submerger le système de protection active (APS) Trophy des chars Merkava en disposant d'un deuxième missile avant que l'APS puisse réagir après la première interception.

### 9M134
Lors du forum Army 2024, KPB dévoile une nouvelle version du Kornet qui diffère significativement de son prédécesseur. Le nouveau missile 9M134 qui est encore en cours de developpement serait 4 fois plus léger qu'un missile 9M133. Le missile standard d'un Kornet pèse 27 kg avec son tube lanceur, la nouvelle version ne pèserait que 6,5 kg, cela permettrait aux opérateurs de transporter beaucoup plus de munitions. Cependant la puissance du missile est réduite, l'ogive d'un 9M133 pèse 4,6 kg contre 1,6 kg, la portée est aussi réduite.

## Utilisations
Durant l'invasion de l'Irak en 2003, des Kornet ont été utilisés par les forces spéciales irakiennes contre les véhicules blindés américains, avec la perte de deux chars Abrams et un véhicule blindé Bradley revendiquée, lors de la première semaine de la guerre,.
Durant la guerre au Liban en 2006, le Hezbollah a utilisé des Kornet, vraisemblablement livrés par la Syrie, contre l'armée israélienne. Jusqu'à 4 chars Merkava auraient été détruits à l'aide de ces missiles,,.

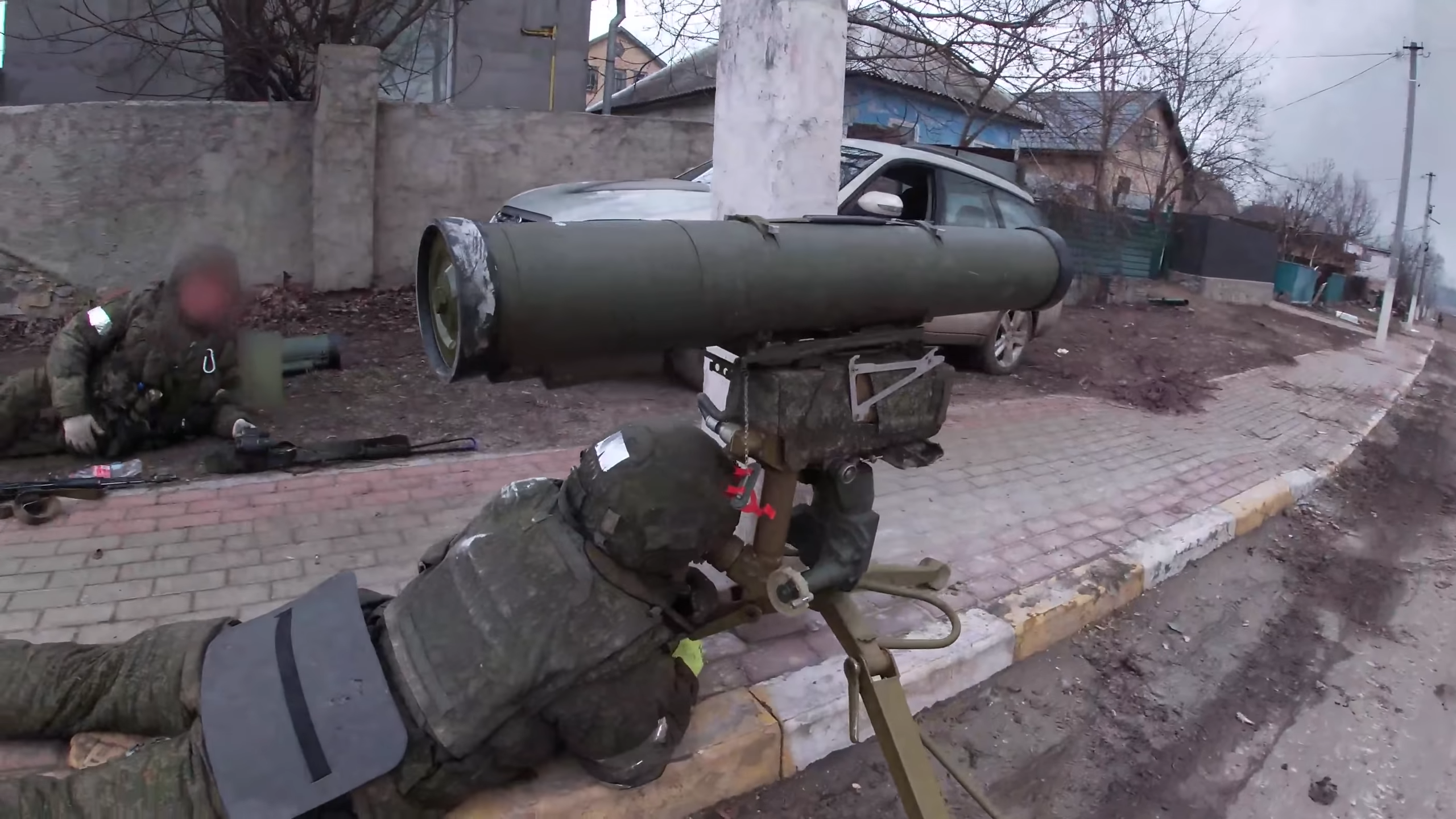
Utilisation par une troupe aéroportée russe lors de l'invasion de l'Ukraine par la Russie en 2022.

Les premières saisies de Kornet par les forces israéliennes ont eu lieu dans le village de Ghandouriyeh. Le destinataire des missiles était indiqué sur leur boîte : ministère de la Défense de Syrie. Israël envoie alors des représentants en Russie pour montrer que les armes ont été fournies au Hezbollah par la Syrie. Les autorités russes commencent par nier l'utilisation de Kornet contre les forces israéliennes,, puis le gouvernement russe affirme imposer un plus grand contrôle sur ses exportations d'armes. Le 6 décembre 2010, un Kornet a été tiré depuis la bande de Gaza sur un char Merkava III, pénétrant le blindage, mais sans faire de victime.
Pendant la guerre de Gaza de 2014, la plupart des missiles déjoués par le système « Trophy » étaient de type  Kornet.
Pendant la guerre du Donbass de 2014, plusieurs Kornet auraient été utilisés par les troupes des républiques populaires de Donetsk et de Lougansk contre les forces ukrainiennes.
Le Kornet est utilisé par les différents belligérants lors de l'invasion russe de l'Ukraine à partir de 2022, un reporter de la chaîne CNN a pu filmer les VDV russes lors de bataille de l'aéroport de Hostomel utiliser un Kornet. En septembre 2023 le Kornet devient également la première arme à détruire le char Anglais Challenger 2 qui avait jusqu'alors la réputation d'être indestructible. Il est également responsable de la destruction du char Suédois Stridsvagn 122 qui est une variante du Leopard 2A5.
Il est également utilisé par la branche armée de Hamas notamment lors de l'opération du Déluge d'Al Aqsa le 7 Octobre 2023.

## Utilisateurs
- Algérie : installé sur les versions modernisées de l'AML-90 algérien
- Arabie saoudite : production sous licence
- Arménie[27]
- Iran : production sous licence
- Jordanie : accord de production sous licence en 2021
- Palestine : utilisation par le Hamas
- Pérou : Entre autres à bord d'AMX-13 convertis[28]
- Russie
- République populaire de Donetsk
- République populaire de Lougansk
- Syrie
- Côte d'Ivoire : Pendant le défilé militaire du 07 Août 2024, l’apparition d’un système antichar Kornet a été remarquée, cependant nul ne sait le nombre exact de kornet possédés.

## Dans la fiction

### Jeux vidéo
- Le 9M133 Kornet est utilisable dans Battlefield 4, et permet de défendre des zones clés.
- Le 9M133 est utilisable sur la version modernisée du BMP-2, appelé BMP-2M char léger de rang VII dans War Thunder.
- Le 9M133 Kornet est utilisable dans le jeu Squad
- Le 9M133 Kornet est utilisable dans le jeu RTS "Call to Arms"